# Шишмарёв, Яков Парфеньевич
Яков Парфеньевич или Парфентьевич Шишмарёв (14 сентября 1833, Троицкосавск — 18 января 1915, Санкт-Петербург) — дипломат, генеральный консул Российской империи в Урге, переводчик, монголовед, способствовавший успешному проведению многих научных экспедиций.

## Биография

### Происхождение и образование
Дед Шишмарёва, по национальности монгол, был женат на русской казачке. Его отец, Парфений Яковлевич Шишмарёв (1806—?), служил переводчиком при кяхтинском пограничном комиссаре, сотник Троицкосавской пограничной дистанции. Мать —  крестьянка Акулина Ивановна (предположительно урождённая Хороших) (1812—1888). Яков Шишмарёв родился в Троицкосавске, где в 1849 году окончил русско-монгольскую войсковую школу.

### Служба
В 1855 году определён на службу в канцелярию кяхтинского градоначальника, одновременно продолжал обучение в училище китайскому и маньчжурскому языкам под руководством К. Г. Крымского. В том же году приступил к службе у генерал-губернатора Восточной Сибири Н. Н. Муравьёва, участвовал в Амурских экспедициях. В 1858 году участвовал в переговорах при заключении Айгунского договора. Состоял переводчиком в пограничной комиссии при полковнике К. Ф. Будогосском, участвовал в составлении карты от верховьев Уссури до моря. В июле—августе 1859 года в Пекине на предварительных переговорах с китайцами. В 1860 году отправлен в Пекин для участия в заключении Пекинского договора. С 1861 года служил секретарём и переводчиком у консула К. Н. Боборыкина в Урге. С того же года был управляющим консульством в связи с длительным отсутствием Боборыкина, с 1864 исполняющим обязанности консула. В 1865 назначен консулом, а в 1882—1904 — генеральным консулом в Урге, в 1907—1911 годах переведён на должность управляющего консульством.
Шишмарёв был прекрасным знатоком Монголии. По выражению Д. А. Клеменца он знал Монголию «как улицы своего города». Он тонко понимал её народ, умело ладил и с маньчжурскими чиновниками, и с монгольскими ханами. Благодаря заботам Шишмарёва русско-монгольская торговля за 24 года выросла в более чем 7 с половиной раз (218 168 руб. в 1861 — 1 642 468 руб. в 1885). По мнению  Г. Н. Потанина и П. К. Козлова: «главная заслуга Я. П. Шишмарёва перед Россией заключается в его служении интересам русской торговли в Монголии, оберегать которые ему суждено было в течение столь многих лет». Шишмарёв никогда безоглядно не поддерживал своих соотечественников. «Русские хозяйничают в Монголии хуже, чем у себя  дома, такая беззастенчивость с их стороны вывела из терпения добродушных по природе монголов» — писал он в 1883 году в МИД, добиваясь прекращения произвола со стороны русских купцов и промышленников.
В 1864 году создал в Урге школу переводчиков, которая просуществовала 56 лет.

### Научная деятельность
Участвовал в составлении одной из первых карт Восточной Монголии по поручению Сибирского отделения Русского географического общества (РГО). Занимался историей, переводил книги с санскрита и тибетского языка на монгольский, собирал этнографические коллекции. В 1863 году он стал действительным членом Сибирского отдела РГО, а в 1865 году был награждён серебряной медалью РГО. Всего им опубликовано 9 статей, большинство из них в отчётах Сибирского отдела РГО. В конце жизни написал книгу о Монголии, рукопись которой была уничтожена родственниками в 1938 году в ожидании арестов.
Еще больше Шишмарёв способствовал развитию наук о природе и географии Центральной Азии, поддерживая и участвуя в организации многих экспедиций. Он лично знал Н. М. Пржевальского, П. К. Козлова, Г. Н. Потанина, А. М. Позднеева, В. А. Обручева, Д. А. Клеменца. Знакомство с Пржевальским переросло в многолетнюю дружбу. Имение Шишмарёва в Толпеках находилось, как и Слобода Пржевальского, в Смоленской губернии. После смерти путешественника переписку с ним Шишмарёв передал П. К. Козлову.

### Послужной список
- 1862 — произведён в титулярные  советники,
- 1867 — произведён в коллежские асессоры,
- 1869 — произведён в надворные советники.
- 1882 — произведён в действительные статские советники.
- Тайный советник.

С 1911 года в Санкт-Петербурге ему установлена пожизненная пенсия 500 рублей в год.

## Семья
Родители Якова, Парфений  Яковлевич и Акулина Ивановна, имели 24 ребёнка, из них выжило 13 человек. Яков был старшим выжившим сыном.
- Брат — Роман, родился 3 октября 1829 года, умер младенцем[1].
- Сестра — Александра (1831—6 октября 1832), умерла год от роду[1]
- Сестра — Марфа (24 июня 1832—?), замужем за жителем Кяхты Фроловым[1].
- Сестра — Александра (первая) (9.03.1836—?), замужем за Константином Игумновым, жила в Иркутске, их дочь Анна Константиновна замужем за П. С. Поповым, переводчиком Пекинской духовной миссии, Генеральным консулом в Пекине, составителем русско-китайского и китайско-русского словаря[1].
- Сестра — Мария (24.03.1837—?), с 1850? замужем за переводчиком Николаем Николаевичем Головкиным, бурятом по национальности[1].
- Сестра — Ольга (30.06.1838—?)[1]
- Брат — Алексей Парфеньевич (15.03.1840—28 июня 1890), штабс-капитан, служивший на Сахалине на постах Дуэ, Корсаков, начальник поста Маука, основал  Тихменевский  пост (Поронайск), назначен попечителем  народов Сахалина[1].
- Брат — Николай (17.09.1842—?),  комиссионер по перевозке чая в Калгане, жена рано умерла, у них сын Николай[1].
- Сестра — Александра (вторая) (10.03.1846—?), замужем за Кронидом Васильевичем Титовым, владельцем золотых приисков в Монголии, где они жили с 1901 года[1].
- Сестра — Елена (20.05.1847—?)[1]
- Сестра — Анна (7.06.1848—?)[1]
- Брат —  Михаил Парфеньевич (28.07.1849—?), старшина кяхтинского купечества, консул в Чугучаке и Тяньцзине[1].
- Брат — Иннокентий Парфеньевич (11.10.1851—?), городской Голова Кяхты, от первого брака две дочери Анна и Нина, от второго брака с Екатериной Иосифовной Марцинкевич 10 детей: Виктор, Александра, Апполинария, двойня Римма и Инна, двойня Оля и Елена, Варя, Антонида, Парфений[1].
- Сестра — Елизавета (17.08.1854—?)[1]
- Сестра — Акулина (16.05.1855—1890?), замужем за Степаном Асламовым, начальником русской почтовой конторы в Калгане (до 1871 г.). В
- Жена — Мария Николаевна Кашина, дочь Коллежского советника, уроженка Кяхты[1], 
  - Сын — Анатолий (17.04.1867—?)[3].
  - Сын — Владимир (29.03.1868—8.12.1904), был женат Анне Петровне, урождённой Целибеевой, у них дочь Ольга[4].
  - Сын — Сергей (21.08.1871—?)[3], возможно, именно он погиб в Ленинградскую блокаду в октябре 1941 года[5]
  - Дочь — Нина (4.08.1873—?)[3]
  - Дочь — Евгения (12.09.1876—?)[4][3].
  - Дочь — Мария (22.07.1881—?)[1][3].
  - Сын — Всеволод (23.06.1883—?)[3], полный тёзка с близкой, но иной датой рождения (25.07.1883), отмечен как поручик 168-й пехотного Миргородского полка[6].

## Награды
- 1858 — Орден Святой Анны 3 степени за успешное завершение переговоров в Айгуне
- 1859 — Орден Святого Владимира 4 степени за заслуги в экспедиции  пограничной комиссии
- 1872 — Орден Святого Станислава 2 степени
- 1875 — Орден Святой Анны 2 степени
- 1880 — Орден Святого Владимира 3 степени
- 1888 — Орден Святого Станислава 1 степени
- Медаль на Андреевской ленте «В память войны 1853—1856 гг.»
- 1899 — Орден Двойного Дракона 3 степени 3 класса (Китай)
- 1900 — Орден Двойного Дракона 2 степени 1 класса (Китай)
- Орден «Знак отличия» (Франция)
- Орден Франца Иосифа Большого Креста (Австро-Венгрия).

Получил потомственное дворянство.